# Olduvai Gorge
Cheile Olduvai sau Cheile Oldupai (cunoscute oriunde în lume ca Olduvai Gorge, sau Olduwai Gorge, ori Oldupai Gorge), din Tanzania, reprezintă unul din puținele locuri din lume pline de numeroase resurse paleoantropologice, considerate a fi printre cele mai importante ale lumii întrucât foarte multe din sit-urile acestor chei s-au dovedit a furniza dovezi extraordinare, unice, despre înțelegerea evoluției umane timpurii.
Cheile sau Defileul Olduvai sunt, de fapt, o râpă lungă și abruptă (cu o adâncime de până la 90 de metri) din Great Rift Valley, care se întinde în Africa de Est, are aproximativ 48 de kilometri lungime și este situată în estul Câmpiilor Serengeti în cadrul Zonei Protejate Ngorongoro, în secțiunea Olbalbal a districtului Ngorongoro a Regiunii Arusha, la circa 45 de km de Laetoli, un alt centru arheologic important al activităților umane timpurii.
Numele cheilor este preluat din limba Maasai, în care cuvântul oldupai înseamnă „locul sisalului sălbatic,” prin sisal înțelegându-se o plantă suculentă foarte comună din Africa de Est (Sansevieria ehrenbergii, cunoscută și ca Dracaena hanningtonii), care crește din abundență de-a lungul întregului defileu.
Cuplul britanic-kenian al soților Mary și  Louis Leakey a inițiat cercetări și săpături arheologice încă din anii 1930, deși primele rezultate cu adevărat spectaculoase au apărut după ianuarie 1947, când avusese loc Primul Congres Pan-African de Preistorie,  de la Nairobi, congres care restabilise prestanța și credibilitatea științifică, oarecumva „pierdute” anterior, ale lui Louis Leakey.
Astăzi se știe că Homo habilis, probabil una din primele specii umane, complet extinctă, ocupa Cheile Olduvai cu circa 1.9 milioane de ani în urmă (acronim, mau); apoi a apărut specia contemporană, din rândul  Australopithecinelor, și anume, Paranthropus boisei, cu circa 1,8 mau, urmată apoi, după un timp, de Homo erectus, cu circa 1,2 mau. Specia noastră, căreia îi aparținem, Homo sapiens, estimată a fi apărut cu circa 300.000 de ani în urmă, se crede că ar fi fost prezentă în defileu cu circa 17.000 în urmă.

## Poziționare

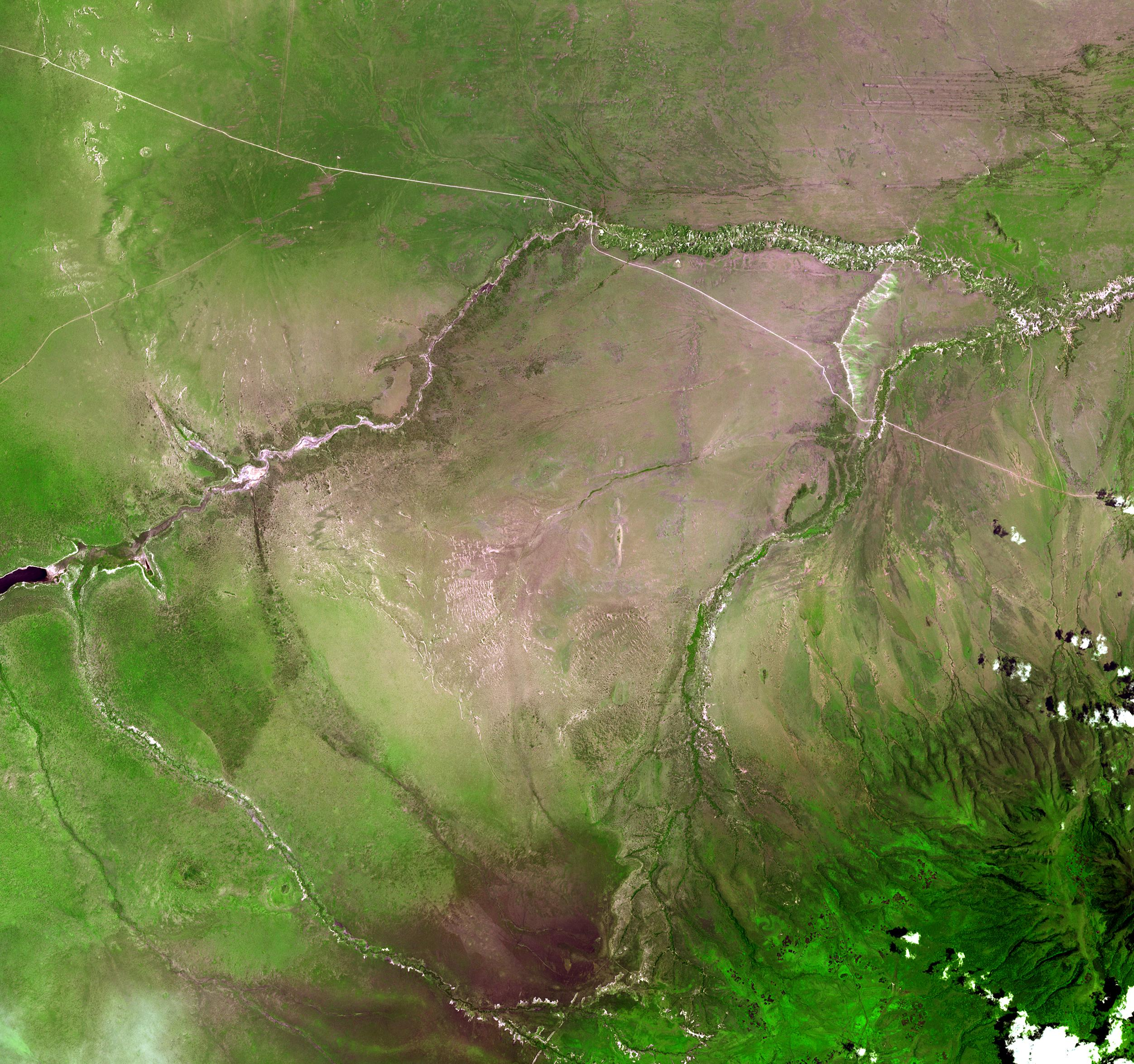
Olduvai Gorge fotografiat din spațiu

La douăzeci și cinci de kilometri în aval de lacurile Ndutu și Masek, defileul taie în albia lacului sedimentele din pleistocen până la o adâncime de circa 90 de metri. Un alt defileu asemănător, dar secundar, pornind din Muntele Lemagrut se unește cu defileul „cel mare” la circa 8 km la nord de intrarea în defileu a gurii de vărsare. Acest defileu secundar urmează conturul liniei țărmului unui lac preistoric, foarte bogat în fosile și site-uri preistorice timpurii ale hominizilor. Fluxurile periodice de cenușă vulcanică din vulcanii Olmoti și Kerimasi au avut o contribuție importantă la conservarea fosilelor din defileu.
Localizarea este semnificativă în arăta complexitățile existente în dezvoltare tehnologică și socială, mereu în creștere, la cei mai timpurii oameni, sau hominini, relevate în mare parte în producția și utilizarea uneltelor de piatră. Înainte de existența uneltelor, pot fi observate dovezi ale necrofagiei și vânătorii - evidențiate de prezența urmelor de roadere care preced semnele de tăiere - și a raportului dintre carne și materialul vegetal din dieta homininilor timpurii.
Gruparea uneltelor și a resturilor animaliere, într-o zonă centrală, constituie evidență a creșterii clare a capacităților comportării sociale precum și ale capacităților cognitive la începutul perioadei tranziționării hominidelor înspre forme umane, gândind, acționând și comportându-se aproape ca niște Homo sapiens.

## Istoric

### Descoperire, cercetări

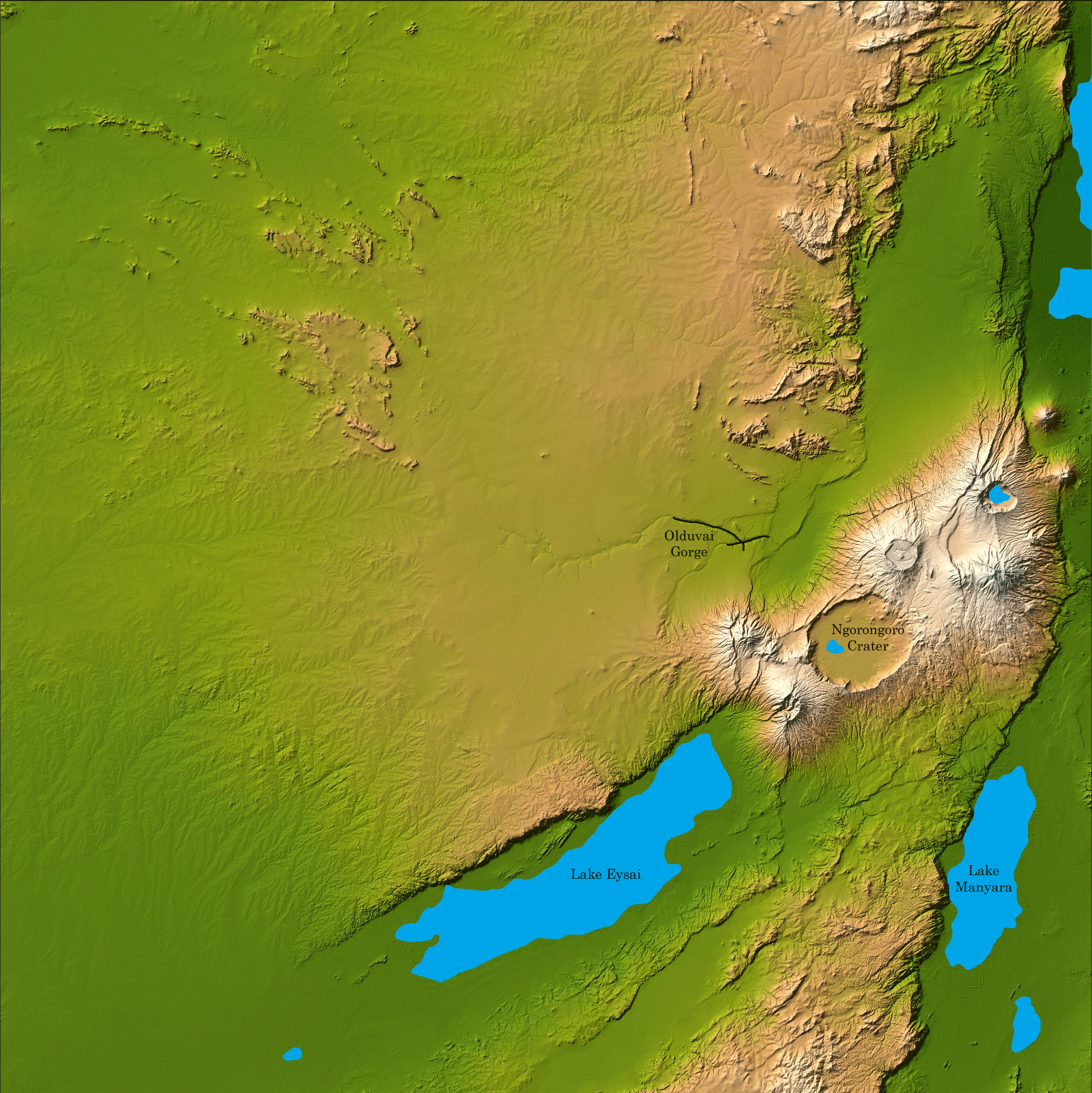
Harta topografică a Olduvai Gorge

În timpul călătoriei sale în Africa de Est germană, în 1911, pentru a studia „boala somnului”, doctorul și arheologul german Wilhelm Kattwinkel a fost în Cheile Olduvai, unde a observat oasele fosile ale unui cal extinct cu trei degete. Inspirat de descoperirea lui Kattwinkel, geologul german Hans Reck a condus o întreagă echipă de oameni de știință, în 1913, la Olduvai. Acolo, a descoperit resturi umane, care, identificate ulterior prin datare cu carbon radioactiv, a produs rezultatul de circa 17.000 de ani în urmă, față de prezent.
Rezultatele fiind extraordinare, pentru timpul respectiv, patru expediții suplimentare fuseseră programate, dar Primul Război Mondial și trecerea controlului fostei colonii germane numită Tanganyika sub controlul Imperiului Britanic au schimbat totul. După război, Tanganyika aflată sub un alt control, rolul de studiere a resurselor extraordinare aflate la Olduvai a revenit oamenilor de știință britanici. Louis Leakey, devenind convins de importanța extraordinară a Defileului Olduwai, l-a vizitat pe Reck la Berlin, și a văzut fosilele descoperite de german.

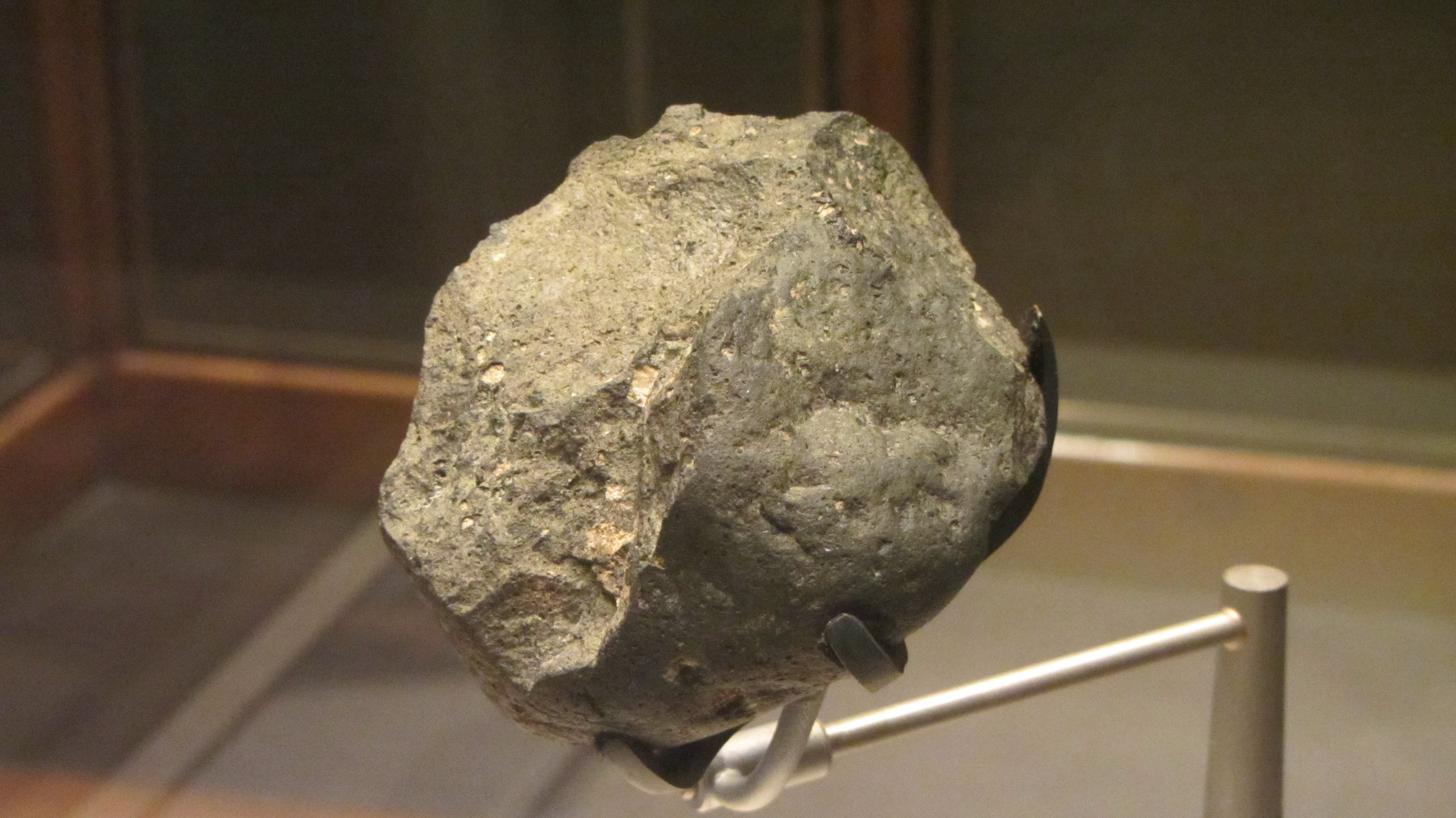
Unealtă de piatră de la Olduvai

Louis Leakey a devenit convins că în Olduvai Gorge trebuie să existe și unelte preistorice, trăgând o astfel de concluzie, bazată pe oarecare similitudine de vârstă a sitului de la Olduvai cu situl de la Kariandusi, aflat în Kenia de astăzi. Hans Reck și paleontologul Donald McInnes l-au acompaniat pe Louis Leakey în expediția sa din 1931, când Louis și asociații lui au descoperit un număr mare de topoare de piatră, în apropierea taberei, la scurt timp după sosirea lor. Mary Leakey a vizitat pentru prima dată zona în 1935, alăturându-se lui Louis și lui Percy Edward Kent. Vizite, cu prilejul expedițiilor ulterioare, au fost efectuate de soții Leakey în 1941, 1953, 1955 și 1957.
Louis și Mary Leakey sunt responsabili de cele mai multe din excavările și descoperirile fosilelor de hominine din Oldupai Gorge. În iulie 1959, la situl numit FLK (acronim format din inițialele descoperitoarei, Frida Leakey, prima soție a lui Louis, plus K pentru korongo, cuvânt din limba swahili pentru cuvântul ravenă), Mary Leakey a descoperit craniul unui Zinjanthropus cunoscut și ca Australopithecus boisei. În plus, în abundenta grămadă de resturi animaliere, cuplul Leakey a descoperit unelte de piatră, pe care Mary le-a clasificat ca fiind unelte de tip oldowan. În mai 1960, în același sit FLK, în partea sa nord-nordică, Jonathan (unul din fiii lui Louis și Mary) a descoperit o mandibulă, care s-a dovedit a fi una de specimen tip pentru Homo habilis.:17–18,54,56–57,73–77,87

## Arheologie și geologie

### Hans Reck și Richard Hay
În timp ce Hans Reck fusese primul geolog, care a încercat să înțeleagă structura geologică a defileului, înțelegerea actuală a secvențelor stratigrafice ale Oldupai Gorge a devenit posibilă, în mare parte, eforturilor geologului american Richard Hay. Hay a petrecut doisprezece ani studiind geologia Olduwai-ului, în cea mai mare parte a acelui timp lucrând alături Mary Leakey, pentru ca, în final, să formuleze o imagine detailată a istoriei geologice a întregii zone.
Lucrarea cea mai importantă a lui Hay, Geologia Defileului Olduvai (The Geology of the Olduvai Gorge) a fost publicată în 1976.
Reck identificase cinci straturi importante în depunerile din defileu, care fuseseră numite Beds I până la Bed V (Straturile I la V), prin Bed I înțelegându-se cel mai vechi și cel mai de jos strat din secvență. Hay, preum și alți geologi, care au lucrat la studierea geologiei cheilor, au utilizat munca lui Reck de premergător, utilizând notațiile sale inițiale, dar au adăugat substraturi, clarificări, detalii și corecții pentru a obține o înțelegere cât mai corectă și complexă a istorie geologice a întregii zone. Spre exemplificare, stratul al patrulea al lui Reck (Bed IV originar) a fost reclasificat ca fiind compus din actualele Bed IV și Masek Bed, în timp ce originarul Bed V a fost reclasificat ca Ndutu Bed și Naisiuiu Bed.7.

### Stratigrafia Defileului Olduvai

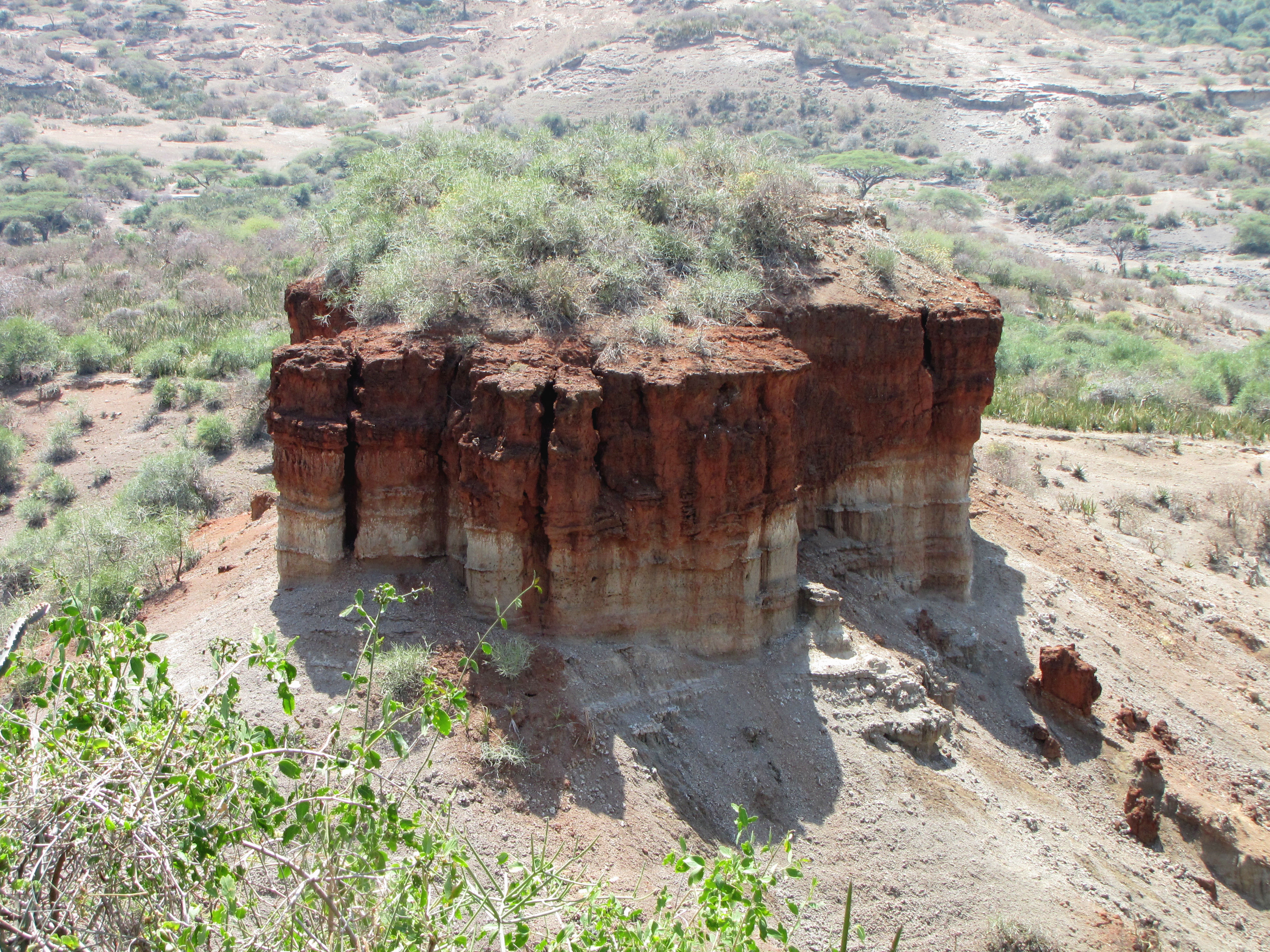
Fotografie a unui monolit, format din sedimente roșii, din Bed III

Secvența stratigrafică este de până la 90 de metri grosime, cu o rocă de tip tuf vulcanic poros amestecat cu o altă rocă vulcanică, de tipul ignimbritei, formând baza secvenței. Acest strat este acoperit de o serie de curgeri de lavă din Otmoi și dintr-o altă sursă, aflată spre sud. Pe această suprafață se găsesc cele mai vechi fosile, datate la circa 1,89 milioane de ani în urmă (mau), în timp ce uneltele de piatră, aflate în același loc, sunt datate la aproximativ 1,7 mau, folosind datarea cu metoda potasiu - argon, realizată la Olduvai, pentru prima dată, de către Garniss Curtis.
În plus, datarea cu urme de fisiune și, respectiv, a urmelor de paleomagnetism au fost folosite simultan și complementar la datarea depozitelor, în timp ce datarea cu metoda datării amino acizilor și cea a datării cu radiocarbon au fost folosite pentru estimarea vârstei oaselor. Ceea ce este remarcabil la stratigrafia Defileului Olduwai este continua alternanță a fosilelor de hominide cu cea a uneltelor de piatră de-a lungul întregii secvențe expuse a defileului, de jos în sus, deci de-a lungul multor zeci de mii de ani.
De asemenea, este de remarcat că formarea faliei actuale, care a creat Cheile Oldupai, așa cum se prezintă în prezent, este datată între 100.000 și 30.000 de ani în urmă, fiind rezultatul geologic al formării depresiunii tectonice Olbalbal, aflată la nord-vest de Ngorongoro.:41–43

#### Bed I — Stratul/Patul I
Stratul numit Bed I, care constă din sedimente variind în intervalul 20 m la 46 m grosime, fiind din pleistocenul timpuriu, se suprapune și cu stratul de tuf bazaltic, alcătuit din tuf Olmoti și un strat tărziu, prezent ca un sediment de lut solidificat. În acest strat, Bed I, s-au descoperit patru zone de locuit, bine conservate, straturile numite FLK și FLK North-North, menționate anterior, la care se adaugă straturile numite DK și FLK North. Locul sitului DK (primul strat descoperit de Donald McInnes, la care se adaugă litera K, pentru korongo), considerat a fi ceea ce Leakey numea „cercul de piatră”, conține multe unelte și oase fosile cu vârste cuprinse între 1,75 mau și 1.9 mya.:45,50–58

#### Bed II — Stratul/Patul II
Stratul Bed II constă din lut pietrificat și gresie, având cu o grosime de 21–35 m, și aparține depozitelor create de râul care alimenta Lacul Olduvai. Manuporturile reprezintă o categorie de obiecte abundente în situl MNK (Mark Nicol Korongo), la care se adaugă noduli de chert, conținând peste 14.000 de piese, incluzând obiecte din gnais, respectiv ciocane de piatră și nicovale din lavă solidificată. Topoare de mână au fost descoperite în siturile EF-HR (Evelyn Fuchs - Hans Reck) și TK (Thiongo Korongo). Situl BK (Bell's Korongo) conținea un molar de lapte și un canin de adult, anbele aparținând speciei Australopithecus boisei.:58–63

#### Bed III — Stratul/Patul III
Distinctul strat roșu Bed III consistă din o vână de lut, gresie și varii conglomerate, cu o grosime variind între 6 m și 10 m, sugerând depuneri aluvionare din fostul lac, aflate la diferite adâncimi. Puține fosile și doar unelte izolate sunt prezente în acest strat, indicând o prezență umană timpurie foarte slabă.:63–66

#### Bed IV — Stratul/Patul IV
Bed IV este un strat foarte diferit față de stratul Bed II din porțiunea estică a defileului. Astfel, acest strat, gros de circa 5 m - 8 m, constă din varii forme de lut și depozite aluvionare ale fostului râu, care au format gresii și conglomerate. Sunt evidente patru niveluri distincte de unelte, inclusiv 500 de topoare de mână și satâre în siturile HK (Hopwood's Korongo), în timp ce topoare de mână din fonolită și un sigur topor de mână, realizat dintr-un os de elefant au fost descoperite la situl HEB (Heberer's Gully). Situl WK (Wayland's Korongo) conținea un pelvis și un femur, ambele de Homo erectus.:66–70

#### Masek Beds  — Straturile/Paturile Masek
Straturile numite Masek Beds sunt alcătuite din două straturi de cenușă vulcanică, provenite din exploziile vulcanului Kerimasi, depuse prin eroziune eoliană. Topoare de mână, realizate din cuarțit, au fost descoperite ca aparținând acestui strat la situl FLK. Dunele formate prin depozitarea tufului vulcanului Ol Doinyo Lengai formează partea superioară a straturilor Ndutu, dar au produs puține fosile. Depunerile de tuf ale aceluiași vulcan Ol Doinyo Lengai formează de asemenea straturile numite Naisiusiu Beds.:70–72

#### Specii fosile asociate
Puținele rămășițe fosile ale speciei Australopithecus boisei rămân aceleași, descoperite anterior, incluzând un craniu, un fragment din osul coapsei, împreună cu mai mulți dinți, toate distribuite de-a lungul straturilor Bed I și Bed II, cu o datare cuprinsă în intervalul 1,1 - 2 mau. Mult mai comunele resturi de fosile de Homo habilis au fost descoperite în stratul Bed I și în porțiuni inferioare ale startului Bed II, care le face contemporane cu cele ale Australopithecus boisei. Urme fosile de Homo erectus au fost descoperite în porțiuni superioare ale stratului Bed II, făcându-le contemporane cu urmele de Australopithecus boisei, dar nu cu cele de Homo habilis.:74

## Uneltele de piatră și realizatorii acestora
Louis Leakey a descris pentru prima dată industria uneltelor din piatră de tip Oldowan în 1951. Familia Leakey a stabilit că tocătoarele erau cea mai comună unealtă de piatră găsită în defileu, reprezentând peste jumătate din numărul total al acestora și au identificat 11 locuri în defileu, unde au găsit unelte de acest tip, Oldowan, 9 în patul I și 2 în patul II. Ei au identificat, de asemenea, „Oldowan-ul dezvoltat” ca trusa de instrumente, mai diversă și ulterioară, găsită în paturile II, III și IV, cu unelte mici realizate în principal din chert, mai degrabă decât din cuarțit. Aceste instrumente sunt în mare parte sferoide și subsferoide, urmate de tocători.:88,90,95,98
Pe lângă cariera de silex din patul II (Bed II), familia Leakey a reușit să identifice și alte locații-sursă ale principalelor roci utilizate pentru fabricarea uneltelor de piatră. Cel mai comun material a fost cuarțitul, care provine din Naibor Soit Inselberg, sit aflat chiar la nord de chei. Fonolitul provine din vulcanul Engelosen, aflat la 5 km spre nord. Gneisul a venit de la Kelogi Inselborg, aflat la 9 km spre sud-vest.:83–86
Prima specie descoperită de soții Mary și Louis Leakey, Zinjanthropus boisei ori Australopithecus boisei (redenumirea acesteia fiind încă discutată ca Paranthropus boisei), prezenta o creastă sagitală și molari mari. Aceste atribute sugerează că specia fusese angajată în mestecat intens, indicând o dietă de material vegetal dur, inclusiv tuberculi, nuci și semințe — și, eventual, cantități mari de ierburi și mușchi.
În schimb, descoperirile celor doi Leakey, din anii 1960, prezentau caracteristici diferite. Craniul nu mai avea o creastă sagitală, iar neurocraniul („carcasa creierului”) era mult mai rotunjită, sugerând că acel exemplar nu mai era australopitecin. Carcasa creierului mai mare a sugerat implicit o capacitate mai mare a creierului decât cea a exemplarelor de Australopithecus boisei. Aceste diferențe importante au indicat o specie diferită, care, în cele din urmă, a fost numită Homo habilis. Capacitatea sa mai mare a creierului și dimensiunea scăzută a dinților arăta că acest tip de Homo, este, cel mai probabil, producătorul de unelte și instrumente.
Cele mai vechi unelte de la Olduvai, găsite în cel mai de jos strat și clasificate ca Oldowan, constau din pietricele ciobite pe o margine. Deasupra acestui strat, și mai târziu în timp, se află adevăratele vestigii ale unor adevărate „industrii” de topoare de mână, de tipul culturilor Abbevilian și Acheulean (ambele aparținând paleoliticului inferior). Mai sus (și mai târziu) sunt localizate artefacte realizate în genul tehnicii Levallois și, în final, instrumentele de tipul Stillbay.
Mary Leakey a ordonat și clasificat instrumentele Oldowan în funcție de utilizare; astfel, a dezvoltat categoriile Oldowan A, B și C, legându-le la Modurile 1, 2 și 3, ansambluri care au fost clasificate în funcție de modul de fabricare. Munca ei de sortare rămâne de bază pentru evaluarea schimbărilor locale, regionale și continentale în fabricarea uneltelor din piatră, în timpul Pleistocenului timpuriu, și ajută la evaluarea acelor hominini, care au fost responsabili pentru mai multe schimbări în tehnologia sculelor din piatră de peste timp.
Nu se știe cu siguranță care specie de hominini a fost prima care a creat uneltele de tip Oldowan. Apariția culturii de unelte, scule și instrumente a fost asociată și cu specia pre-Homo numită Australopithecus garhi, dar „înflorirea” acestei tip de industrie este asociată cu speciile timpurii Homo habilis și Homo ergaster. Ceea ce se știe astăzi este că, începând cu circa 1,7 milioane de ani în urmă, exemplare de Homo erectus timpurii ar fi moștenit tehnologia Oldowan transmițând-o unii altora și rafinând-o în ceea ce urma să devină industria de tip Acheulean.
Uneltele Oldowan apar în paturile I–IV la Olduvai Gorge. Patul I, datat între 1,85 și 1,7 milioane de ani, conține instrumente Oldowan și fosile de Paranthropus boisei și Homo habilis, la fel ca și patul II, datat de la 1,7 până la 1,2 milioane de ani. Homo habilis a cedat expansiunii lui Homo erectus cu aproximativ 1,6 milioane de ani în urmă, dar Paranthropus boisei a persistat.

## Vânători - culegători ... sau ...?

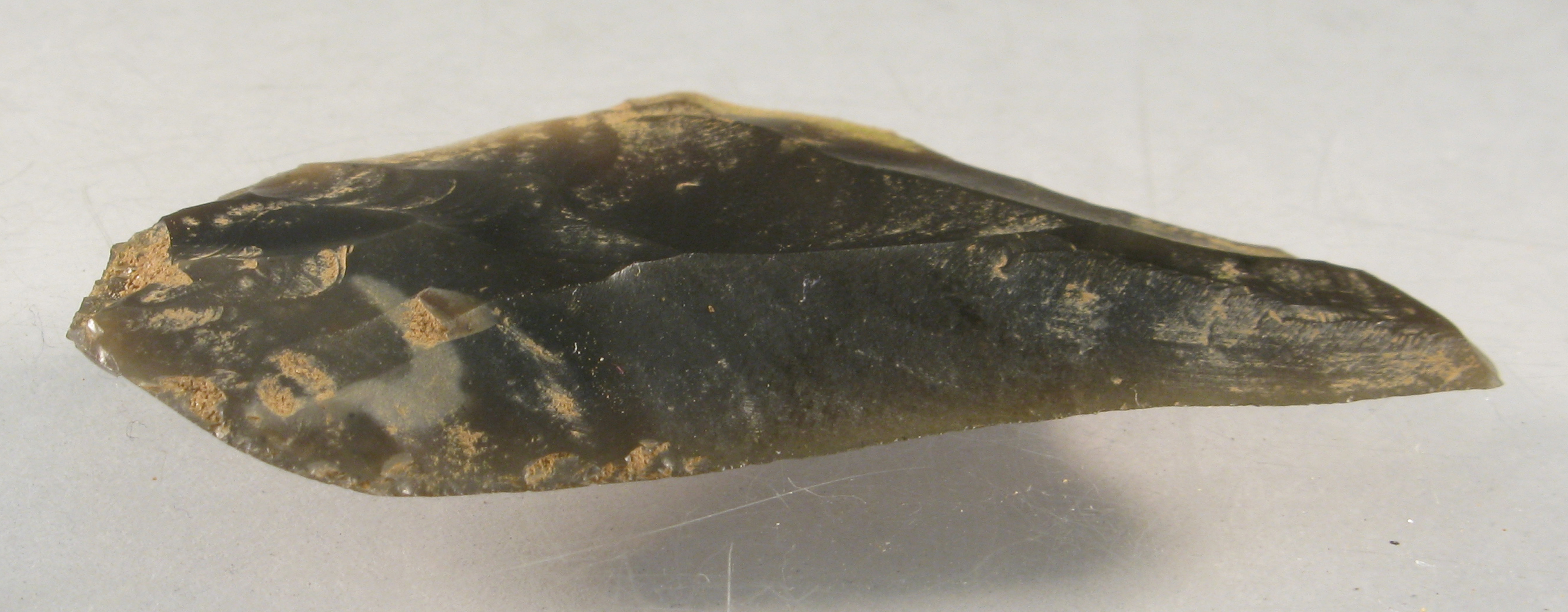
Unealtă numită destul de „poetic” — "worked lithic flake" - „fulg litic prelucrat”

Deși multiple și bogate evidențe de vânătoare și destructurare a organismelor animalelor moarte (în original, scavenging, necrofagie) au fost descoperite la Olduvai Gorge, totuși, există o parte a specialiștilor care cred că acei hominini, care locuiau zona, în urmă cu 1,9 - 1,7 mau, au petrecut majoritatea timpului, pentru găsirea hranei, culegând hrană de tip vegetal, precum ar fi tuberculi, rădăcini și varii tipuri de fructe. Homininii timpurii nu au petrecut prea mult timp, cel mai probabil, în căutarea cărnii, ca bază a nutriției lor de zi cu zi.
Astfel de concluzii sunt bazate pe progresele extraordinare realizate în studierea vieții de zi cu zi a cimpanzeilor (efectuate în ultimii 50 - 60 de ani, a se vedea Jane Goodall și Trimatele), care sunt cei mai apropiați, din toate punctele de vedere, de hominini, hominide și de homo. Dieta cimpanzeilor moderni, aflați în mediul lor natural, constă doar 5 % din carne. De asemenea, dieta culegătorilor-vânători de astăzi, contemporani nouă, nu include mari cantități de carne. Deci, majoritatea caloriilor din dietele ambelor grupuri provin din surse vegetale. Astfel, se poate presupune că homininii timpurii au avut proporții de dietă similare (vezi teoria intervalului mediu sau argumente de legătură — argumentele de legătură sunt folosite de arheologi pentru a explica comportamentele din trecut, incluzând presupunerea de bază a uniformitarismului.)
O mare parte din informațiile despre homininii timpurii provin din analizarea uneltelor / instrumentelelor acestora, dar și din examinarea grămezi de resturi de fulgi litici de la site-uri precum FLK-Zinjanthropus (FLK-Zinj) din Cheile Olduvai. Homininii timpurii au selectat tipuri specifice de roci care s-ar rupe într-un mod previzibil, atunci când au fost „lucrate” și au transportat aceste roci din depozite la câțiva kilometri distanță. Arheologi, precum Fiona Marshall, au montat fragmente de rocă la loc ca pe un puzzle. Ea afirmă în articolul său „Viața în defileul Olduvai” că homininii timpurii „știau unghiul potrivit pentru a lovi pietroiul, sau miezul acestuia, pentru a produce cu succes fulgi cu muchii ascuțite ...”. Marshall a observat că apoi fulgi selecționați au fost folosiți pentru a tăia carnea din carcasele animalelor, iar resturile pietrelor formate prin prelucrare (numite tocători) au fost folosite pentru extragerea măduvei și pentru a toca materialul vegetal dur.
Fragmente de oase de păsări, pești, amfibieni și mamifere mari au fost găsite la situl FLK-Zinj, multe dintre ele fiind marcate de urme. Acestea probabil au fost făcute de hominini care spargeau oasele pentru măduvă, folosind unelte pentru a separa carnea, sau, probabil, de către carnivore care au ros oasele. Deoarece mai multe tipuri de semne sunt prezente împreună, unii arheologi, inclusiv Lewis Binford, cred că homininii au îndepărtat carnea sau măduva rămasă de la uciderea animalelor-pradă de către carnivore. Alții, precum Henry Bunn, cred că homininii au vânat și ucis aceste animale, iar carnivorele au mestecat mai târziu oasele.
Această problemă este încă dezbătută astăzi, dar arheologul Patricia Shipman a furnizat dovezi că „necrofagia” a fost probabil, atunci, cea mai comună practică; ea a publicat, în mai multe lucrări, dovezi că majoritatea semnelor dinților carnivorelor au apărut înaintea semnelor tăiate de oameni. O altă descoperire a lui Shipman la FLK-Zinj este că multe dintre oasele de antilope gnu, găsite acolo, sunt suprareprezentate de oasele adulte și masculine; iar acest lucru poate indica faptul că homininii vânau în mod sistematic aceste animale, precum le și decarcasau. Problema vânătorii versus culegerii, în cazul aparte ridicat de defileul Olduvai, este încă una controversată.

## Fosile hominide descoperite în Olduvai Gorge

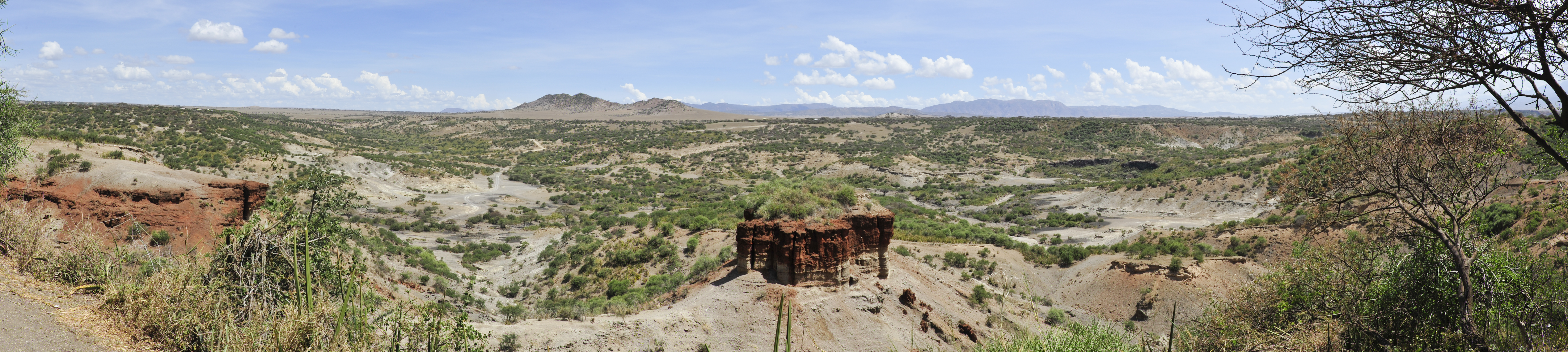
Vedere panoramică a importantului sit paleoarheologic Olduvai Gorge

- Olduvai Hominid 5
- Olduvai Hominid 7
- Olduvai Hominid 8
- Olduvai Hominid 9
- Olduvai Hominid 24
- Olduvai Hominid 62

## Olduvai Gorge - monument și muzeu
În iulie 2019, o structură comemorativă, numită Monumentul Olduvai Gorge, a fost ridicat la intersectarea defileului Olduvai cu drumul care leagă Zona de Conservare Ngorongoro și Parcul Național Serengeti (care este o rută parcursă frecvent de safari-uri). Inginerul Joshua Mwankunda concepuse ideea ridicării unui monument pentru a comemora acest sit foarte important pentru istoria umanității și, în același timp, să atragă vizitatori înspre Olduvai Gorge și muzeul dedicat sitului. Paleoantropologii Jackson Njau, Kathy Schick și Nicholas Toth, au planificat și controlat executarea unor replici ale fosilelor descoperite aici, la scală 1:1, la cererea expresă a guvernului Tanzaniei, moment utilizat de artistul plastic local, Festo Kijo, pentru a crea replici a două cranii foarte mari, folosind ca material cimentul.
Ideea monumentului constă în folosirea celor două modele de cranii fosile, realizate la scară mare, care sunt așezate deasupra unui piedestal mare, având o placă comemorativ-informativă montată pe partea laterală a piedestalului. Craniile fosile descrise sunt de Paranthropus boisei și Homo habilis, două specii contemporane, care au fost descoperite pentru prima dată la Cheile Olduvai. Modelele la scară mare, create de Kijo, au fiecare șase metri înălțime și cântăresc împreună circa 2.265 de kg. Proiectul monumentului a fost finanțat de Stone Age Institute și John Templeton Foundation, în parteneriat cu Ngorongoro Conservation Area Authority (NCAA).
Muzeul Defileului Olduvai (în original, Olduvai Gorge Museum), localizat la circa 5 km de monument, este situat la marginea defileului, la intersectarea dintre defileul principal și cel secundar. Fiind unul dintre cele mai mari muzee de acest tip din Africa, Muzeul Defileului prezintă varii forme educaționale, printre care expozițiile, referitoare la Olduvai Gorge și lunga sa istorie, sunt cele mai semnificative.

## Galerie de imagini

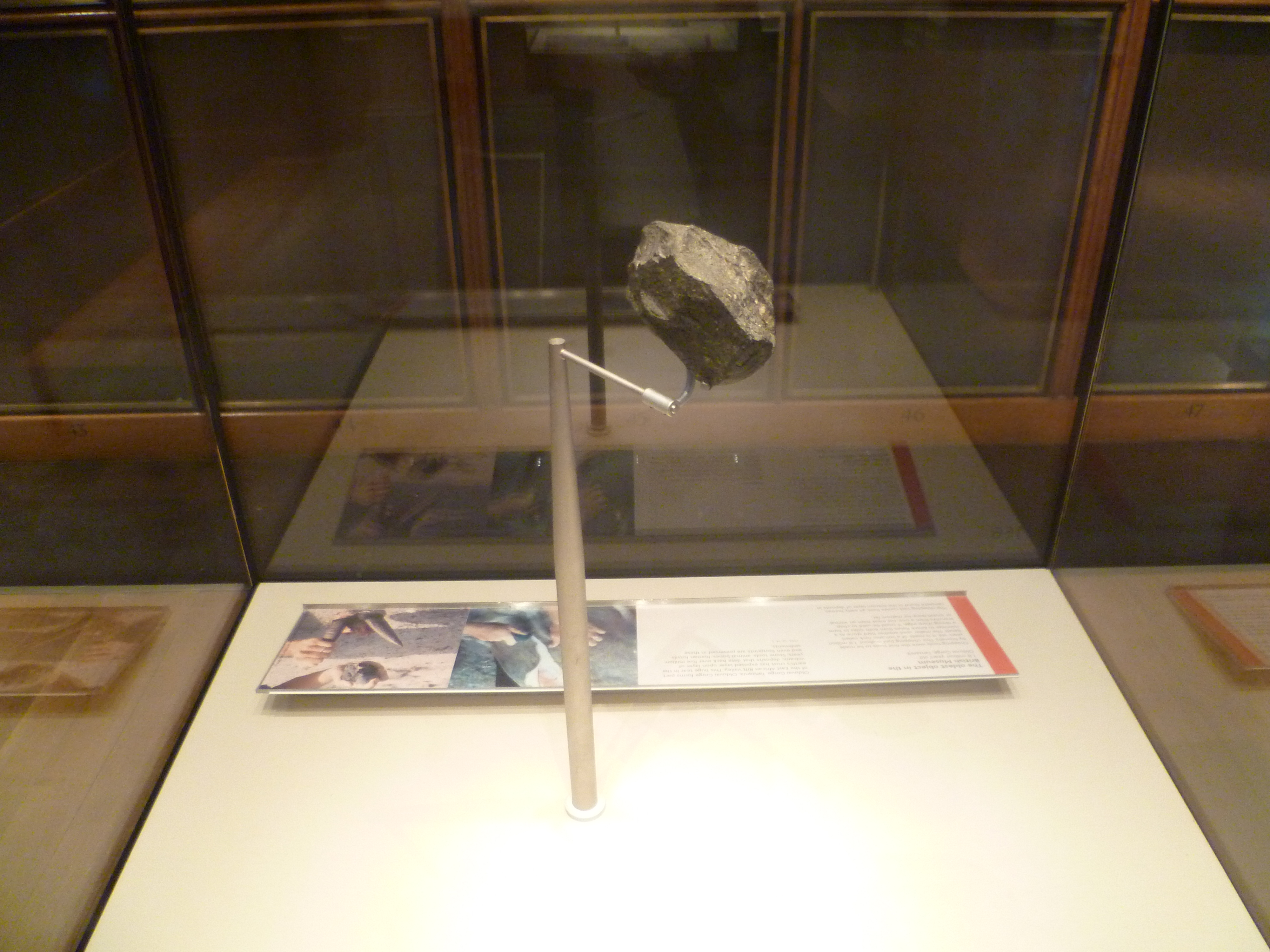
Cel mai vechi obiect confecționat de om din British Museum
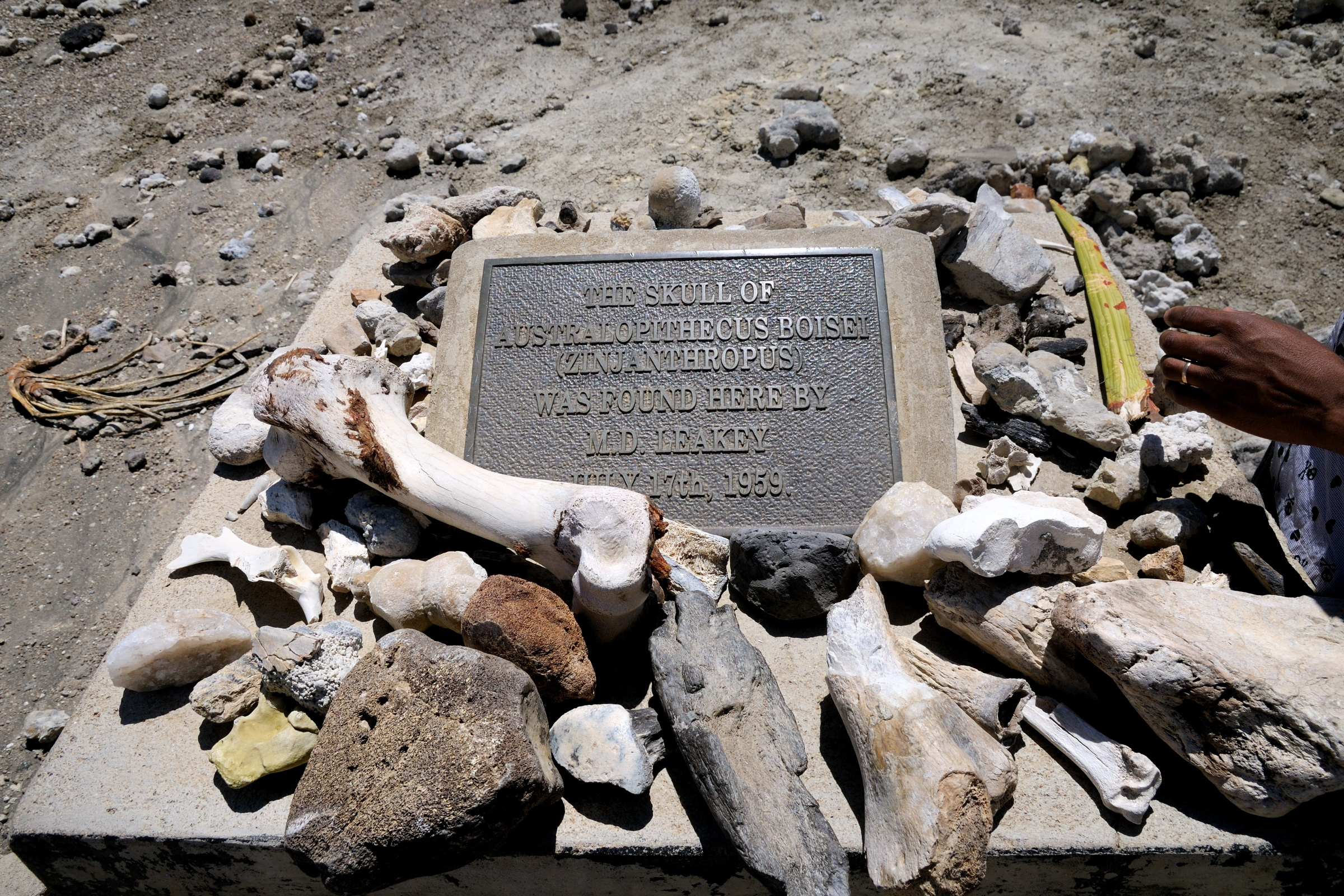
Locul unde primul P. boisei a fost descoperit în Tanzania
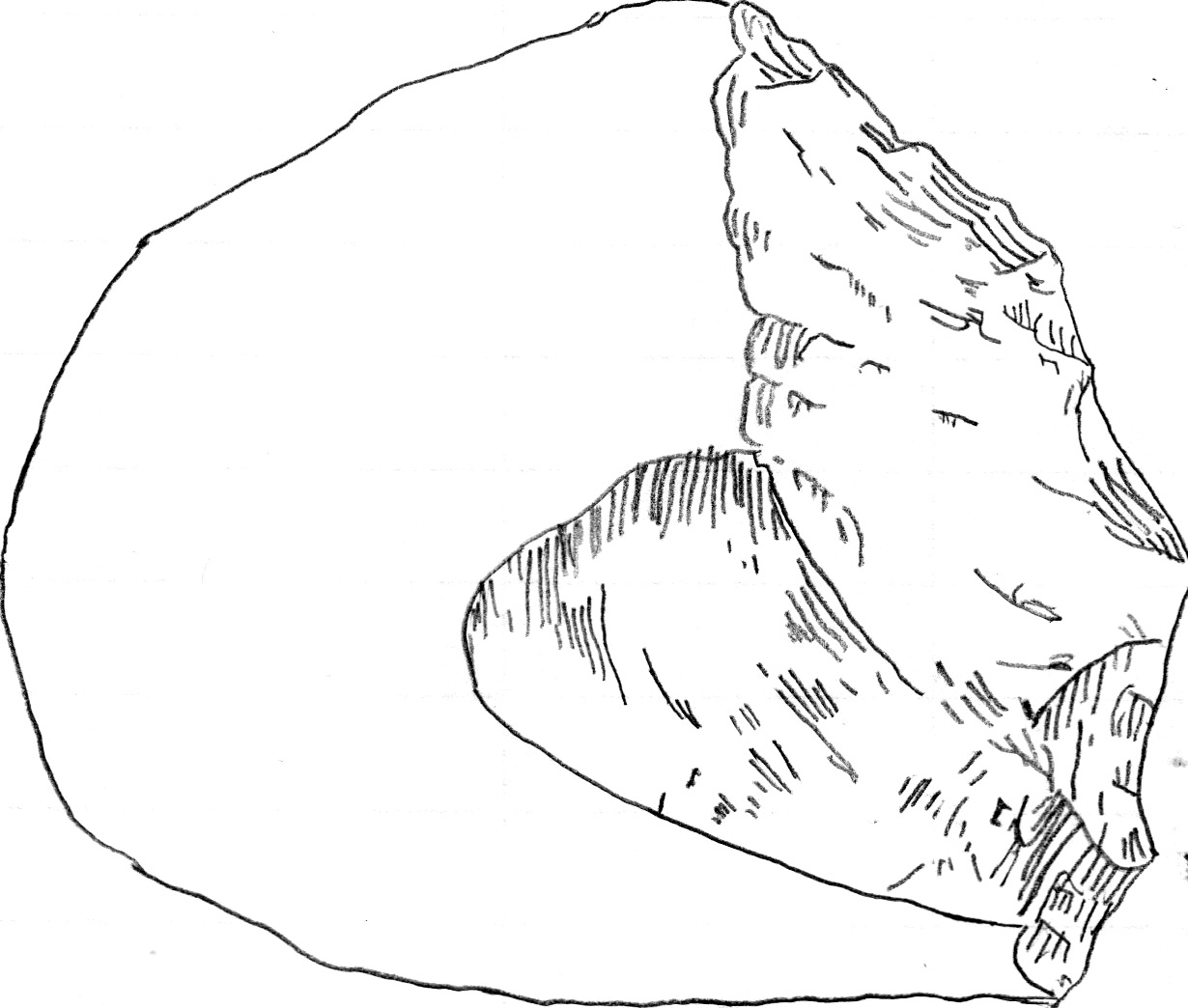
Unealtă de cioplit piatra, cunoscută ca oldovan
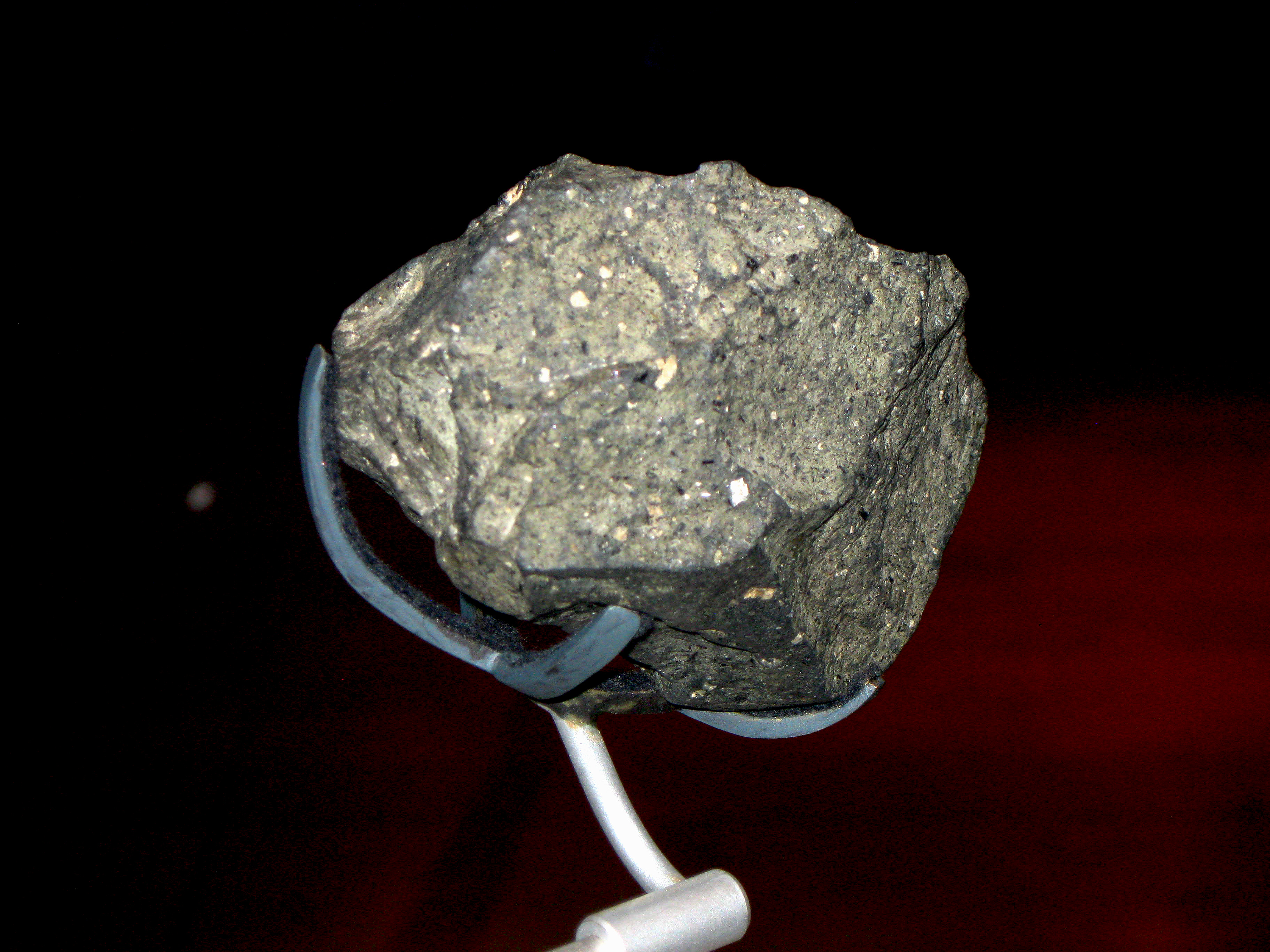
Această unealtă a fost realizată cu 1,8 milioane de ani în urmă (mau)